# NEC Nijmegen
NEC Nijmegen este un club profesionist de fotbal din Nijmegen, Țările de Jos. În prezent joacă în Eredivisie.

## Rating UEFA
La 26 April 2013.
| Poziția | Țara          | Echipa       | Puncte |
| ------- | ------------- | ------------ | ------ |
| 115     | România       | FC Vaslui    | 16.104 |
| 116     | Țările de Jos | NEC Nijmegen | 15.945 |
| 117     | Slovacia      | MŠK Žilina   | 15.841 |

## Antrenori
Sursa.
| - Ferenz György (1923–24) - Smith (1929–30) - Claus Uber (1931–32) - Longin (1932–33) - Fons Lodenstijn (1933–36) - Coen Delsen (1936–37) - Bertus Schoester (1937–39) - J. W. Julian (1939–40) - Bertus Schoester (1940–42) - George Charlton (1947–49) - Jan Bijl (1949–54) - Coen Delsen (1954–56) - Ferdi Silz (1956–57) - Rein ter Horst (1957–58) - Fons Lodenstijn (interim) (1958) | - Wim Groenendijk (1958–60) - Joop de Busser (1960–61) - Jan Remmers (1961–70) - Wiel Coerver (1 iulie 1970–30 iunie 1973) - Meg de Jong (1973–74) - Piet de Visser (1 iulie 1974–30 iunie 1976) - Hans Croon (1976–78) - Leen Looijen (1978–81) - Pim van de Meent (1 iulie 1981–30 iunie 1985) - Sandor Popovics (1985–87) - Leen Looijen (1987–91) - Jan Pruijn (1 iulie 1991–30 iunie 1993) - Kees van Kooten (1 iulie 1994–Dec 8, 1995) - Wim Koevermans (Dec 8, 1995–3 martie 1997) - Leen Looijen (interim) (3 martie 1997–30 iunie 1997) | - Jimmy Calderwood (1 iulie 1997–Dec 29, 1999) - Ron de Groot (interim) (Dec 29, 1999-30 iunie 2000) - Johan Neeskens (1 iulie 2000–Dec 13, 2004) - Cees Lok (Dec 13, 2004–Dec 19, 2005) - Ron de Groot (interim) (Dec 19, 2005–30 iunie 2006) - Mario Been (1 iulie 2006–30 iunie 2009) - Dwight Lodeweges (1 iulie 2009–Oct 27, 2009) - Wim Rip & Wilfried Brookhuis (interim) (Oct 27, 2009–Nov 16, 2009) - Wiljan Vloet (Nov 16, 2009–30 iunie 2011) - Alex Pastoor (1 iulie 2011–Aug 19, 2013) - Ron de Groot & Wilfried Brookhuis (interim) (Aug 19, 2013–Aug 27, 2013) - Anton Janssen (Aug 27, 2013–) |